# Französischer Dom
Il Französischer Dom è una chiesa di Berlino, nella Gendarmenmarkt. Fu costruita per la comunità degli Ugonotti che, dopo l'editto di Fontainebleau, trovarono rifugio nella città.
La chiesa, distrutta durante la seconda guerra mondiale, fu ricostruita nel 1978–83. La cupola fu costruita dall'architetto Carl von Gontard nel 1785.
È posta sotto tutela monumentale (Denkmalschutz).

## Architettura
La chiesa fu iniziata nel 1701 e ultimata nel 1705, da Louis Cayart e Abraham Quesnay, sul modello della chiesa ugonotta di Charenton, distrutta nel 1688. L'interno della chiesa è molto semplice, infatti dall'ingresso principale si entra in una navata rettangolare, circondata da sezioni semicircolari poste ad entrambi i lati. L'edificio è sovrastato da una torre cilindrica con cupola, costruita nel 1785 su progetto di Carl von Gontard, uguale a quella del Deutscher Dom. Oggi la chiesa ospita un museo dedicato alla storia degli ugonotti.

### Testi di approfondimento
- (DE) Karl Manoury, Die Geschichte der Französischen Kirche zu Berlin 1672–1955, Berlino (Est), 1955.
- (DE) Sibylle Badstübner-Gröger, Der Französische Dom zu Berlin, in Das Christliche Denkmal, vol. 122, Berlino (Est), 1984.
- (DE) Roland Steiger e Uwe Karl, Französische Kirche und Französischer Turm, in Architektur der DDR, Berlino (Est), VEB Verlag für Bauwesen, giugno 1988,  pp. 23-29, ISSN 0323-3413 (WC · ACNP).